# Championnats du monde de char à voile 1987
 (février 2021).
Si vous disposez d'ouvrages ou d'articles de référence ou si vous connaissez des sites web de qualité traitant du thème abordé ici, merci de compléter l'article en donnant les références utiles à sa vérifiabilité et en les liant à la section « Notes et références ».
Navigation
1981 1993
Les 4e championnats du monde de char à voile 1987, organisés par le pays hôte sous l'égide de la fédération internationale du char à voile, se sont déroulés à Lytham St Annes en Angleterre. C'est aussi le 25e championnat d'Europe de char à voile,.

## Podium
| Épreuve  | Or                     | Argent           | Bronze      |
| -------- | ---------------------- | ---------------- | ----------- |
| Classe 2 | Henri Demuysere        | Pascal Demuysere | Jan Monzer  |
| Classe 3 | Bertrand Lambert       | Jan Vercammen    | Hervé Jamin |
| Classe 5 | Jean-Philippe Krischer | Gilles Rault     | Michel Jacq |

## Tableau des médailles par nation
| Rang | Nation   | Or | Argent | Bronze | Total |
| ---- | -------- | -- | ------ | ------ | ----- |
| 1    | France   | 2  | 1      | 2      | 5     |
| 2    | Belgique | 1  | 2      | 1      | 4     |